# Eugen Egner

Eugen Egner bei einem Gorilla Moon-Konzert im „Ort“, Wuppertal 2012

Eugen Egner (* 10. Oktober 1951 in Ingelfingen) ist ein deutscher Schriftsteller, Zeichner und Musiker.

## Leben
Egner lebt seit 1955 in Wuppertal. In den 1970er und 1980er Jahren arbeitete er als Grafiker und Illustrator unter anderem für Die Sendung mit der Maus und betätigte sich als Rockmusiker hauptsächlich in der Band Armutszeugnis unter dem Pseudonym Eugen Euler zusammen mit R.M.E. Streuf sowie als Mensch Oyler gemeinsam mit Tim Buktu.
Die ersten Veröffentlichungen seiner Zeichnungen (Comic-Serie) hatte er 1971 bei Hörzu. Erste Cartoons erschienen 1978 in der Wuppertaler Stadtillustrierten „Kulturmagazin“. 1986 veröffentlichte der Wuppertaler Sisyphos-Verlag den Band „Als die Erlkönige sich Freiheiten herausnahmen“ (Zeichnungen und eine Bildergeschichte). Loriot zeigte das Buch Gerd Haffmans, der Egner daraufhin zur Mitarbeit an der Literaturzeitschrift Der Rabe einlud. Im „Rausch-Raben“ wurde 1989 der fiktive Tagebuchtext „Das letzte Jahr“ veröffentlicht, aus dem später das „Tagebuch eines Trinkers“ hervorging. Ab 1992 erschienen dann auch Egners Bücher im Haffmans Verlag.

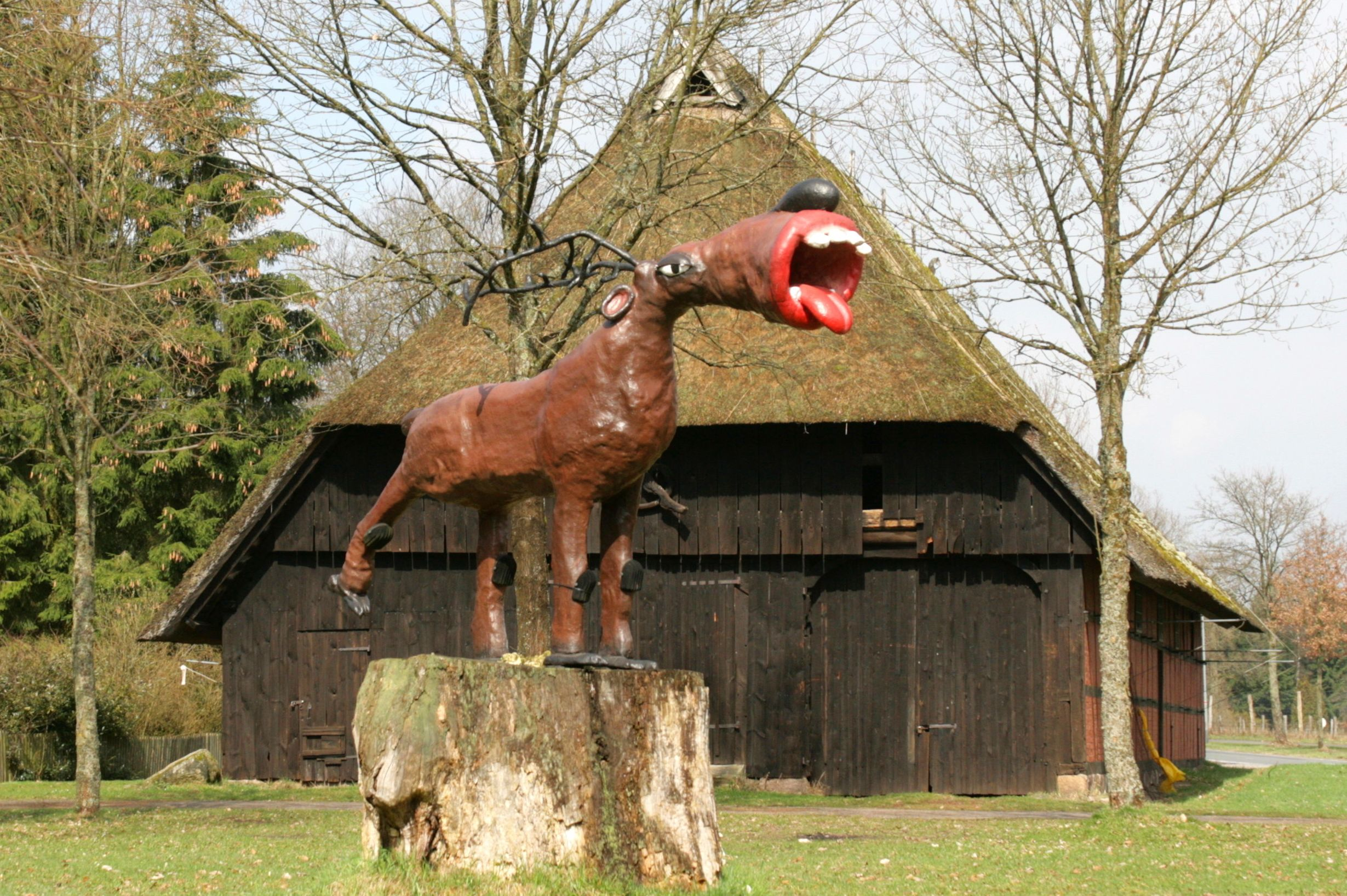
Der Synthetischer Hirsch, Denkmal von Eugen Egner in Weyhausen (Eschede)

Ab 1988 fanden sich seine Zeichnungen und Texte u. a. in den Zeitschriften Titanic (hier wird er seit 1989 als ständiger Mitarbeiter geführt), taz, Der Rabe, Frankfurter Rundschau, Kowalski, Eulenspiegel, Italien, Frankfurter Allgemeine Sonntagszeitung, Die Zeit, Junge Welt, Rolling Stone. Für den Westdeutschen Rundfunk schrieb Egner seither zahlreiche Kurztexte und Hörspiele. Seine Bücher sind bis heute bei etwa einem Dutzend verschiedener Verlage erschienen.
Egners Texte sind vorwiegend im Bereich des Surrealen und der Groteske angesiedelt, wobei seine kürzeren Texte oft noch absurder als seine Romane und Erzählungen sind. Häufig werden Realitätswahrnehmung und Bewusstseinsveränderung (Traum, Rausch, Wahn) thematisiert, das „Wunderbare“ und „Andere“.
Auch kann man eine deutliche Beeinflussung durch Kafka, verschiedene Schriftsteller der Romantik (vor allem E.T.A. Hoffmann), Robert Aickman, Thomas Ligotti, Lewis Carroll, Donald Barthelme, Charles Fort sowie Arbeiten von Psychiatriepatienten (z. B. der Prinzhorn-Sammlung und Gugginger Künstler) erkennen.
In seinem 2001 erschienenen Erzählband „Die Eisenberg-Konstante“ deutet sich eine stärkere Hinwendung zur Unheimlichen Phantastik an, die dann mit „Gift Gottes“ (2003) vollzogen war. Egners kurze Texte weisen zwar ebenfalls diese Merkmale auf, sind aber insgesamt nach wie vor komischer und absurder als die Erzählungen.
2006 wandte sich Egner als Gitarrist wieder aktiv der Musik zu. Gründung des Improvisationstrios Gorilla Moon mit Dietrich Rauschtenberger (Schlagzeug) und Dietmar Wehr (Bass).
2014 wurde im Wuppertaler Opernhaus nach Egners Romanvorlage die Oper „Der Universums-Stulp,“ eine musikalische Bildgeschichte in drei Heften, uraufgeführt. Die Musik komponierte Stephan Winkler, die Inszenierung besorgte Thierry Bruehl.

## Auszeichnungen
- 1992: Hamburger Comic-Förderpreis
- 2003: Kasseler Literaturpreis für grotesken Humor
- 2011: Bernd-Pfarr-Sonderpreis für komische Kunst
- 2018: Von der Heydt-Kulturpreis der Stadt Wuppertal
- 2022: Göttinger Elch

## Ausstellungen (Auswahl)
- 2022: Gestützte gespenstische Erscheinung bei Vollmond, Altes Rathaus, Göttingen[3]

## Werke

### Bücher
- Als die Erlkönige sich Freiheiten herausnahmen. Sisyphos, Wuppertal 1986.
- Glücklich ist, wer vergißt, daß er nicht zu retten ist. Cartoons und Bildergeschichten. Semmel, Kiel 1991.
- Aus dem Tagebuch eines Trinkers. Haffmans, Zürich 1991. (Neuausgabe: Frankfurt am Main 2007)
- Der künstliche Mann. Bildergeschichte. Haffmans, Zürich 1992.
- Das Blöken der Blumen. Cartoons und Bildergeschichten. Semmel, Kiel 1992.
- Als der Weihnachtsmann eine Frau war und andere erstaunliche Geschichten. Kurztexte und Erzählungen. Haffmans, Zürich 1992.
- Meisterwerke der grauen Periode. Texte und Zeichnungen. Weisser Stein, Greiz 1992.
- Der Universums-Stulp. Roman. Haffmans, Zürich 1993 / Publié, Bremen 2014.
- Getaufte Hausschuhe und Katzen mit Blumenmuster. kurze Texte. Reclam, Leipzig 1996.
- Was geschah mit der Pygmac-Expedition? Novelle. Weisser Stein, München 1996.
- Die Tagebücher des W. A. Mozart. Haffmans, Zürich 1998.
- Androiden auf Milchbasis. Roman. Haffmans, Zürich 1999 / Publié, Bremen 2017.
- Der Notfall erfordert alles. Literaturvorführung einer Sprachfressung. Wehrhahn, Hannover 2000.
- Die Eisenberg-Konstante. Fünf phantastische Erzählungen. Haffmans, Zürich 2001 / Zweitausendeins, Frankfurt 2004.
- Aus der Welt der Menschen. Texte und Bildergeschichten. Zweitausendeins, Frankfurt am Main 2001.
- Androids From Milk. Englische Übersetzung von „Androiden auf Milchbasis“. Dedalus, 2001.
- Die Durchführung des Luftraums. Kurztexte. Zweitausendeins, Frankfurt am Main 2002.
- Gift Gottes. Fünf Erzählungen. Zweitausendeins, Frankfurt am Main 2003.
- Als der Weihnachtsmann eine Frau war. Erzählung, illustriert von Rudi Hurzlmeier und Michael Sowa. Zweitausendeins, Frankfurt am Main 2005.
- Nach Hause. Neun makabre Geschichten. Zweitausendeins, Frankfurt am Main 2007.
- Schmutz. Erzählungen. KuK, Bellheim 2008.
- Die Traumdüse. Kurzprosa mit einem Vorwort von Max Goldt. KuK, Bellheim 2009.
- Eugen Egners Bunte Welt des Frohsinns. Band 1, Cartoons, Comics und Bildergeschichten. Monsenstein & Vannerdat, Münster 2009.
- Schnölb! Das kleine, aber feine Eugen Egner-Lesebuch; Neue rare Prosa & assortierte Cartoons. Jubiläumsband zum 60sten Geburtstag. Eichborn, Frankfurt am Main 2011.
- Totlachen im Schlaf. KuK, Bellheim 2012.
- Das Abenteuer-Milchbuch von Lupe und Millibar. Galerie Kunstkomplex, Wuppertal 2016.[4]
- Der Mann und das Schnitzel und andere Collagen. KX Editionen / Galerie Kunstkomplex, Wuppertal 2017.
- Die wahren Zusammenhänge. Phantastische Erzählungen. KuK, Bellheim 2017, ISBN 978-3-937897-58-5.
- Fabelhaft! Cartoons, die das Universum krümmen - Sammlerband 1. KX Verlag, Wuppertal 2021.[5]
- Ihr Radio hat eine wichtige Nachricht für Sie!. Kurzprosa. Verbrecher Verlag, Berlin 2021, ISBN 978-3-95732-496-2.

### Hörspiele
- 1988: Die schrecklichen Töchter. WDR
- 1990: Das Wunderkind. WDR (Kinderhörspiel)
- 1991: Das Zweitherrmännchen. WDR (Kinderhörspiel)
- 1996: Eddys elektrisches Erlebnis. WDR (Kinderhörspiel)
- 1997: Aus dem Tagebuch eines Trinkers – Das letzte Jahr. SWF
- 1997: Zeitmaschine für Neanderthaler. WDR (Kinderhörspiel)
- 2003: Der Notfall erfordert alles. WDR
- 2004: Darwins Lücke. WDR
- 2006: Was macht eigentlich Harry Absolut? WDR
- 2006: Das Schattenfräulein. WDR[6]
- 2008: Shuk. WDR
- 2008: Olga La Fong. WDR[7]
- 2009: Die Beseitigung. WDR
- 2011: Alles kommt wieder. WDR[8]
- 2012: Zu jung für eine eigene Hose. WDR
- 2014: Die Landschaft. WDR
- 2015: Der späte Bus. WDR
- 2017: Aldartenrahl. WDR[9]
- 2019: Alter Ego. WDR[10]

### Weitere Arbeiten
- Harry Rowohlt liest „Aus dem Tagebuch eines Trinkers“ und andere Texte von Eugen Egner. CD. Zweitausendeins, Frankfurt 2001.
- Die Tagebücher des W.A. Mozart, gesprochen und inszeniert von Herbert Feuerstein. CD. Random House, 2005.
- Anständig trinken. Illustrationen zur deutschen Ausgabe von Kingsley Amis „On Drink“, Rogner & Bernhard, Berlin 2008. Den Erben des 1995 verstorbenen Kingsley Amis gefielen Egners Illustrationen so wenig, dass sie 2009 den Verkauf dieser Ausgabe verbieten ließen.
- Ich muss trinken. Mitwirkung am Filmbeitrag zum arte-Themenabend „Dichter und Alkohol“, 2010.
- Der Universums-Stulp. Libretto zur Oper nach dem eigenen Roman. Musik von Stephan Winkler UA Opernhaus Wuppertal, 2014.

## Über Egner
- Gerhard Henschel: Die Inszenierung des laufenden Wahnsinns. Eugen Egner und der Neue Wuppertaler Surrealismus, Frankfurter Rundschau, 7. März 1992.
- Heiko Arntz: Wunderbar komisch. Zu den Grotesken Eugen Egners [Vortrag gehalten in der Alten Universität Marburg, 11. Januar 1996, im Rahmen der Marburger Komik-Tage]; leicht gekürzt in: Nils Folckers, Wilhelm Solms [Hg.], Risiken und Nebenwirkungen. Komik in Deutschland, Berlin: Edition Tiamat 1996
- Michael Tetzlaff: Schnögel und Schnirren im Schnee. Ein Nachmittag bei Eugen Egner, Schriftsteller, Zeichner, Frankfurter Rundschau, 9. Oktober 1999.
- Frank Schäfer: Eugen Egner. Der Wahnsinn hat Methode, Rolling Stone, Nr. 11, Nov. 2003; erneut in: F. S.: Homestories. Zehn Visiten bei Schriftstellern, Textem: Hamburg 2008.
- Hans-Edwin Friedrich: „Unfall! Hier kommt Hilfe, Gott sei gepriesen!“ Trivialität und Banalität als ästhetisches Problem der Avantgarde (Artmann, Heißenbüttel, Egner); in: Mitteilungen des Deutschen Germanistenverbandes, 51, 2004, S. 304–319.
- Thomas Röske:  „Überhaupt nichts ist Fiktion“, in: Ingrid von Beyme u. Thomas Röske [Hg.]: Ungesehen und Unerhört. Band 2: Künstler reagieren auf die Sammlung Prinzhorn. Musik, Literatur, Theater; Heidelberg: Verlag Das Wunderhorn 2014, S. 34–43.
- Daniel Ableev: Weird Fiction. Über das Seltsame in der Prosa von Thomas Ligoti und Eugen Enger, in: Quarber Merkur, Nr. 116, 2015, S. 9–76.
- Daniel Ableev: Leben und Ansichten von Eugen Egner, Seltsamkeitsforscher [Interview], in: Quarber Merkur, Nr. 116, 2015, S. 77–86.
- Hans-Edwin Friedrich: Der Autor dankt Prinzhorn und Navratil. „Irrsinns“-Motive in Eugen Egners „Der Universums-Stulp“; in: Sven Hanuschek u. Dorothee Lossin [Hg.]: Im Irrenhaus / da sind die Irren drin. Literatur und „Wahnsinn“ seit den 1970er Jahren, Hannover: Wehrhahn Verlag 2019. S. 111–138.
- Marie-Theres Stampf: Verkehrt, verzerrt, vergessen [Essay mit einer vergleichenden Lektüre ausgewählter Werke von Franz Kafka und Eugen Egner], Zukunft. Die Diskussionszeitschrift für Politik, Gesellschaft und Kultur (Wien), Juni 2021.
- Franz Rottensteiner: Ihr Radio hat eine wichtige Nachricht für Sie! In: Quarber Merkur. Franz Rottensteiners Literaturzeitschrift für Science Fiction und Phantastik, Bd. 123, S. 220–222, 2022, ISBN 978-3-934273-13-9.